# Andrássy-kastély (Tóalmás)
Az Andrássy-kastély Tóalmáson, Pest vármegyében található.

## A kastély

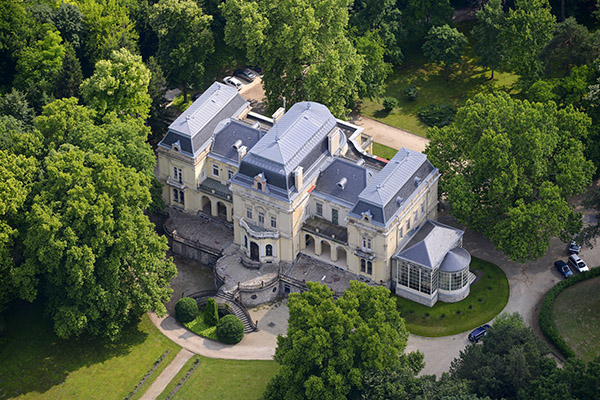
A kastély a felújítás után, légi felvételen

Prónay Gábor már 1737 előtt számos cseréptetős gazdasági épületet és lakóházat építtetett a faluban, özvegye, Róth Éva pedig a község északnyugati részén lévő dombocskán emeletes kastélyt (ma Öregkastély a neve, magántulajdonban van, romos állapotú). Lakója a 19. század elején báró Prónay Sándor; ő alakíttatta ki a kastélytól délnyugatra a Bócz-kertnek nevezett parkot, 60 hold területen, amely akkoriban Pest vármegye egyik legszebb parkjának számított, tavakkal, fürdőházzal, emlékkövekkel. A parkban a honfoglalás ezredik évfordulójára, a Millenniumra Wahrmann Renáta Ybl Lajos (más források szerint Nay Rezső Rudolf és Strausz Ödön) tervei alapján 1894–95-ben 50 szobás, fényűző, barokk stílusú kastélyt építtetett, előcsarnokában íves kétkarú falépcsővel, amely a párizsi opera lépcsőjének másolata; a kastélyhoz az akkor divatos kialakítású, fémszerkezetű üvegházat emeltetett, az elhanyagolt kertet angolparkká alakíttatta. Az épület a 20. század első felében, a második világháborúig a csíkszentkirályi, krasznahorkai és pesti palotákat birtokló Andrássy család tulajdonában volt, akik ezt a kastélyukat nyaralásra és vadászatok alkalmával használták. A háború után a kastélyt államosították, berendezése elveszett, az épület megrongálódott. Később a SZOT kezelésében gyermeküdülő lett. 1989-től a WOL Élet Szava Magyarország Alapítvány tulajdonában van.

## A kastélypark
A 29,5 hektáros park napjainkban is értékes növények lakhelye. A parkban neoreneszánsz stílusú víztorony emelkedik, amely érdekes ipartörténeti emlék. 2013-ban újították fel az üvegházzal együtt. Az idős fáiról nevezetes kastélypark a nyolcvanas évek óta helyi jelentőségű természetvédelmi terület, amely – a WOL által szervezett nyári táborok idején kívül – szabadon látogatható. A kastély mellett bal felől induló földúton haladva a Beretvás-kúria romos épülete tűnik fel, a főúton pedig a termálstrandhoz és kempinghez jutunk. Szemben a római katolikus templom áll.

## Érdekesség
Az 1960-as és 70-es években a kastély és környéke több film forgatásának helyszíne volt: 1964/65-ben itt vették fel A tizedes meg a többiek külső jeleneteit, 1969 nyarán pedig A nagy kék jelzés című filmet, Nádasy László rendezésében.
1970-ben a Só Mihály kalandjai, 1971-ben a Csárdáskirálynő filmfeldolgozását. 1984-ben a Különös házasság tévésorozatot. 2024-ben a három Oscar-díjat nyert A brutalista című film néhány jelenetét.

## Képek

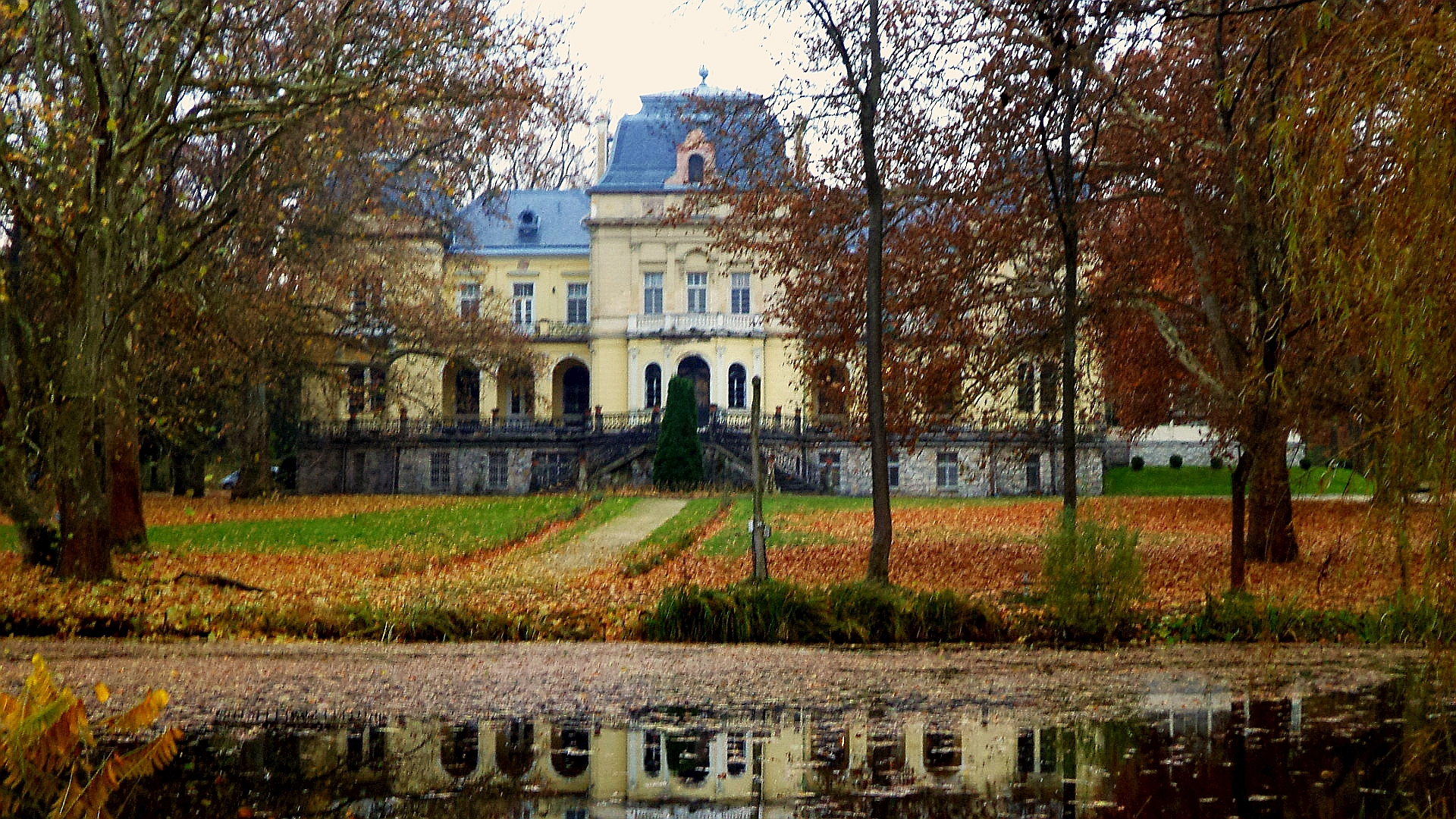
A kastély a tóval
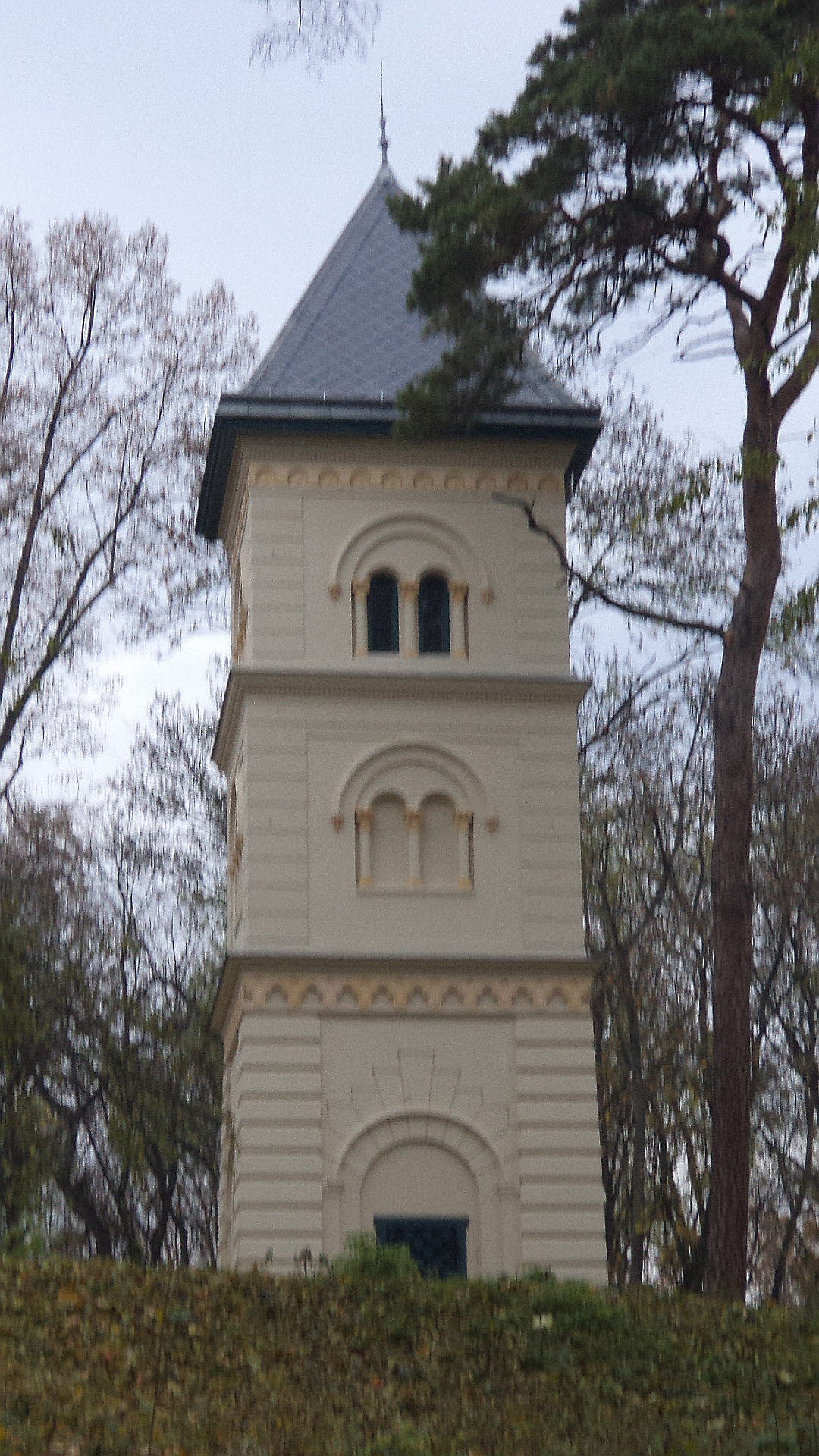
A kastély parkjában álló víztorony
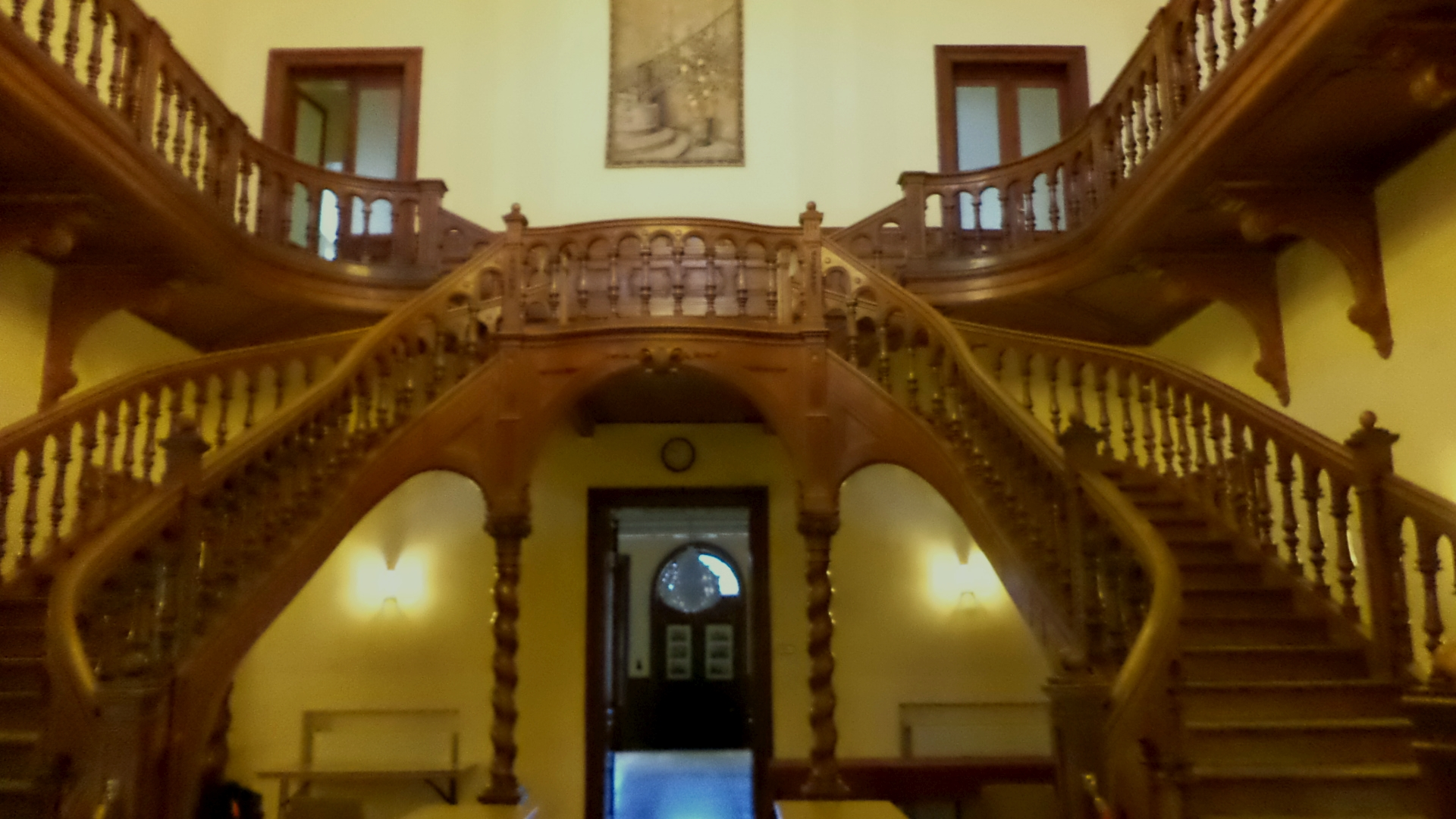
A kastély lépcsője, ami párizsi Opera "mása"
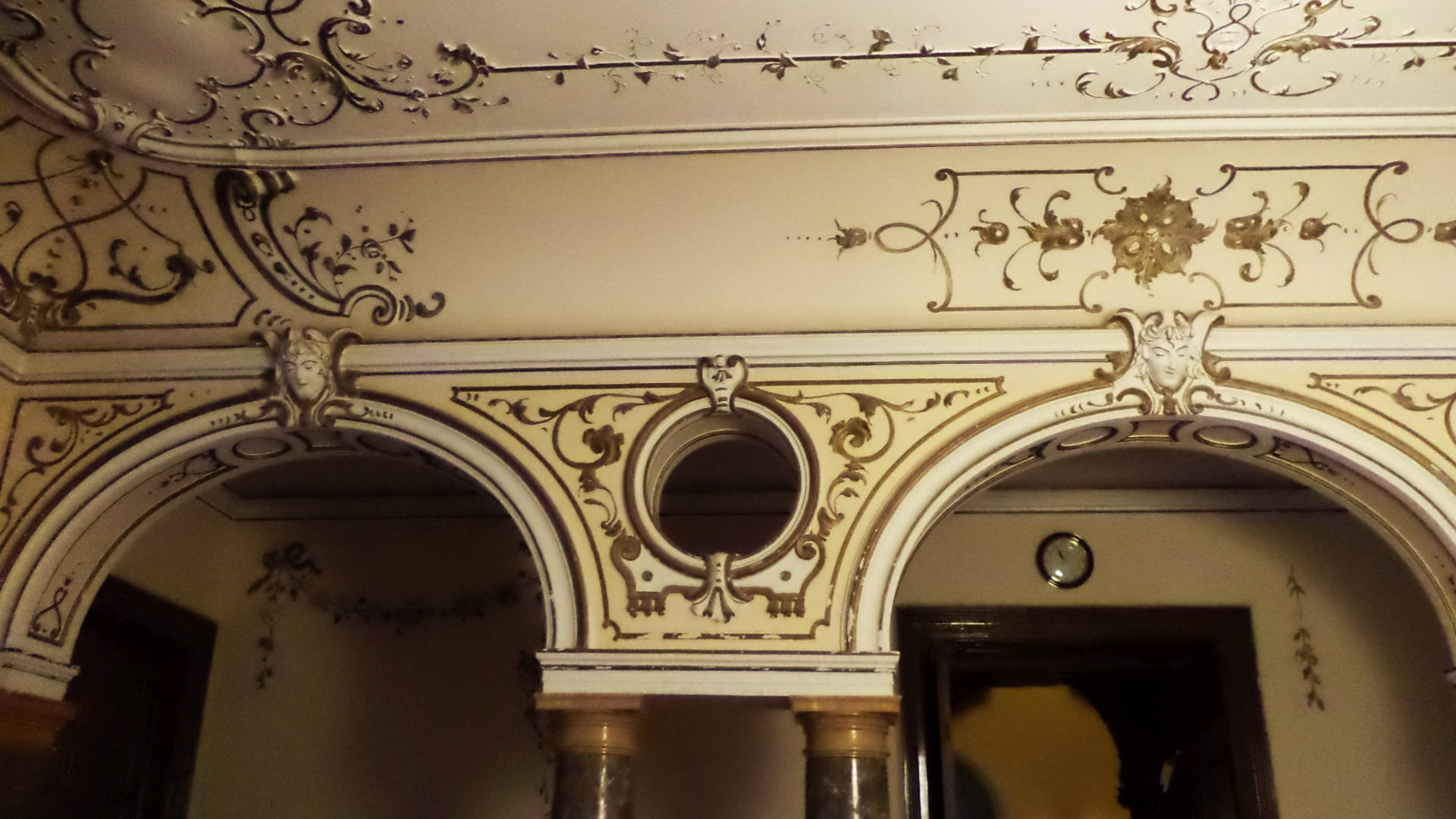
A kastély neorokokó belső díszítése
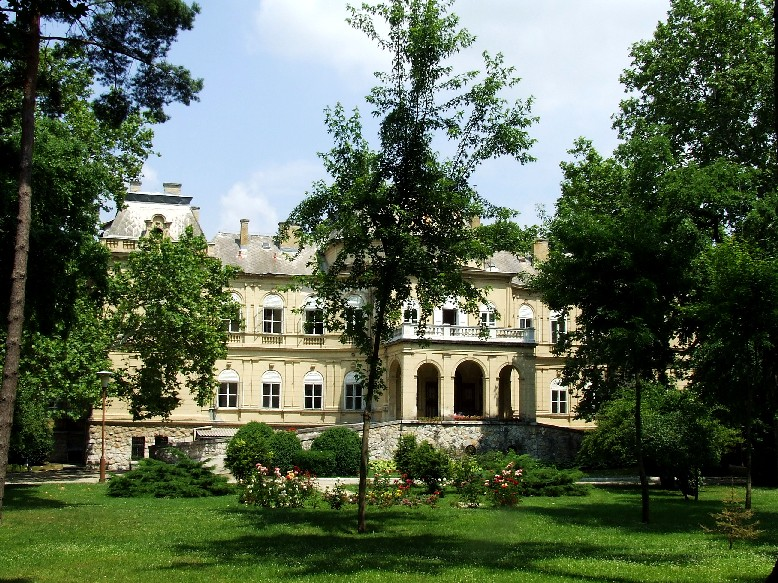
Kastély a parkban